# Къзълкак
Къзълкак (на казахски; на руски: Кызыкак) е солено езеро в северната част на Казахстан (северозападната част на Павлодарска област), разположено в най-южната част на Западносибирската равнина, на 41 m надм. в., в най-ниската част на обширна котловина, източно от голямото езеро Силититениз. Площ 188 km², дължина 18 km, ширина 14 km. Бреговете му са стръмни. Дъното му е покрито с черна тиня, богата на сероводород. Има предимно снежно подхранване. В него се вливат няколко малки реки най-големи от които са Карасу и Аксуат. Поради голямата си соленост през зимата не замръзва.